# Let's Dance to Joy Division
Let's Dance to Joy Division è una canzone pubblicata nel 2007 come singolo tratto dall'album dello stesso anno The Wombats Proudly Present: A Guide to Love, Loss & Desperation, della band indie rock The Wombats, fondata a Liverpool.
Il testo è ispirato ad una notte in cui Matthew Murphy, il cantante del gruppo, ballò la famosa canzone Love Will Tear Us Apart dei Joy Division, la band inglese post-punk di Ian Curtis.